# 田中本家博物館

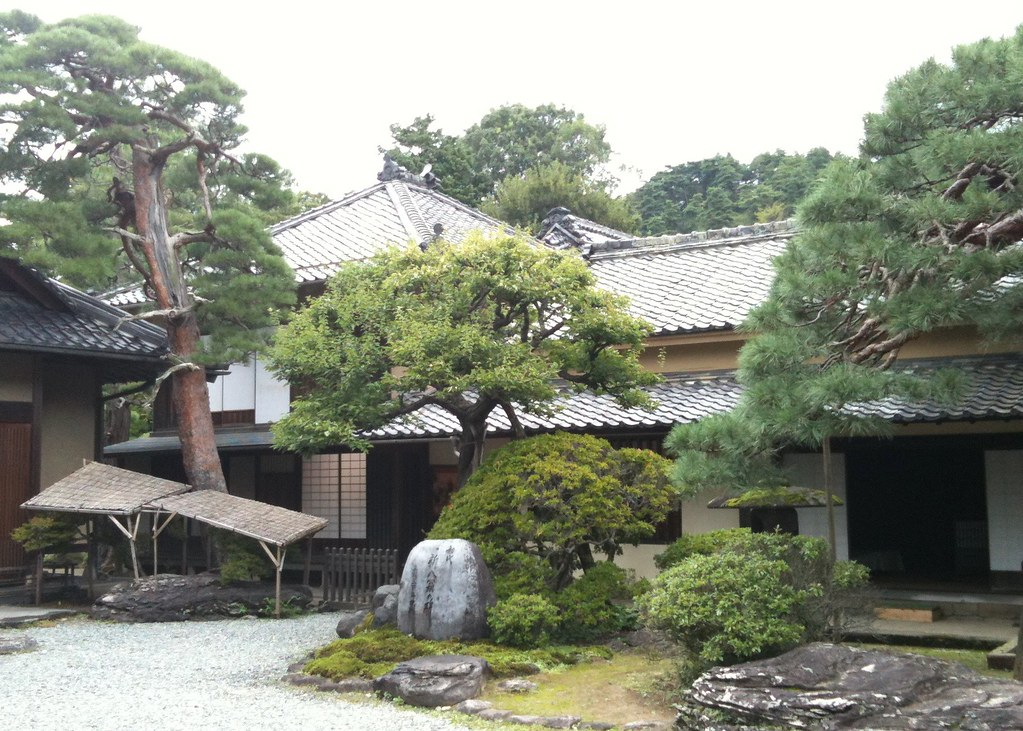
田中本家博物館 正面

田中本家博物館（たなかほんけはくぶつかん）は長野県須坂市穀町にある江戸時代の豪商の館を利用した博物館。江戸時代中期からの豪商・田中家の所蔵品・資料を公開する私設博物館。敷地面積は約3,000坪。

## 歴史
田中本家とは田中一族の総本家という意味で、略して「田本」と称されることもあった。初代当主新八（1699年仁礼村生まれ）が須坂で奉公人から身を起こし、享保18年（1733年）現在の地で穀物、菜種油、煙草、綿、酒造業などの商売を創業し、2代当主新十郎信房が田中家の基盤を確立した。酒造業や金融業まで手広く商い、巨財を成し、延享2年（1745年）には須坂藩の御用商人にまでなった。代々須坂藩の御用達を務め、名字帯刀を許される大地主へと成長し、3代信厚と5代信秀は士分として藩の財政に関わる重責も果たし、その財力は須坂藩をも上回る北信濃屈指の豪商となった。須坂市長を退任した田中太郎が、1993年に自邸の土蔵に家財や陶磁器など代々の蒐集品を集めて開館した。

## 概要
当時の面影を伝える屋敷構えは、約100m四方を20の土蔵が取り囲む豪壮なもので、内部には天明年間（1780年代）に京より庭師を招いて作庭された大庭（またの名を秋の庭という。池泉廻遊式庭園）のほか、客殿や主屋などの建物が軒をつらねており、四季折々の散策が楽しめる。
この土蔵には、江戸中期から昭和までの田中家代々の生活に使用された品々（衣裳、漆器、陶磁器、玩具、文書など）が大変よい状態で残されており、その質と量の豊富さから近世の正倉院ともいわれ、土蔵5棟を改装した展示館では常設展のほか、年5回の企画展も行っている。
2003年9月19日には、旧主屋をはじめ、おかる二階、客殿、湯殿、中二階、表門、門土蔵、西之蔵、隅土蔵、文庫蔵、味噌蔵、新土蔵、水車蔵、籾土蔵、釜場蔵、酒蔵、蓮池蔵、東土蔵、内塀及び門、東及び北土塀が国の登録有形文化財に登録されている。